# Sergio Canamasas
Sergio Canamasas Español (Barcelona, 30 de abril de 1988) é um automobilista espanhol.

## Carreira
Em 2012, Canamasas foi contratado pela equipe Lazarus para competir a partir da oitava rodada da GP2 Series, ao lado de Giancarlo Serenelli e substituindo Fabrizio Crestani. Ele não marcou nenhum ponto das dez corridas em que participou. Em 2014, Canamasas mudou para a Trident e conquistou seu primeiro pódio na GP2 ao terminar em terceiro em Mônaco.